# Petawawa
Pour les articles homonymes, voir [[:Wawa i rivière Petawawa]].
Petawawa est une ville du comté de Renfrew en Ontario. S'y trouve la base des Forces canadiennes Petawawa.

## Démographie
| 2001   | 2006   | 2011   | 2016   |
| ------ | ------ | ------ | ------ |
| 14 398 | 14 651 | 15 988 | 17 187 |